# Gloucester (Massachusetts)
Gloucester, AFI: /ˈɡlɒstər/, é uma cidade no Cabo Ann, localizada no condado de Essex, Massachusetts, Estados Unidos. No Censo de 2010 tinha uma população de 28.789 habitantes e uma densidade populacional de 267,83 pessoas por km². Gloucester é um centro de pesca industrial e um destino de férias. O lema da cidade é "O Porto Mas Antigo dos Estados Unidos".

## Geografia
Gloucester encontra-se localizada nas coordenadas 42° 47′ 55″ N, 79° 41′ 09″ O. De acordo com o United States Census Bureau, a cidade tem uma área de 107,5 km², dos quais 67,8 km² estão cobertos por terra e 39,7 km² por água.

## Demografia
Segundo o censo nacional de 2010, a sua população é de 28 789 habitantes e sua densidade populacional é de 267,8 hab/km².

## Marcos históricos

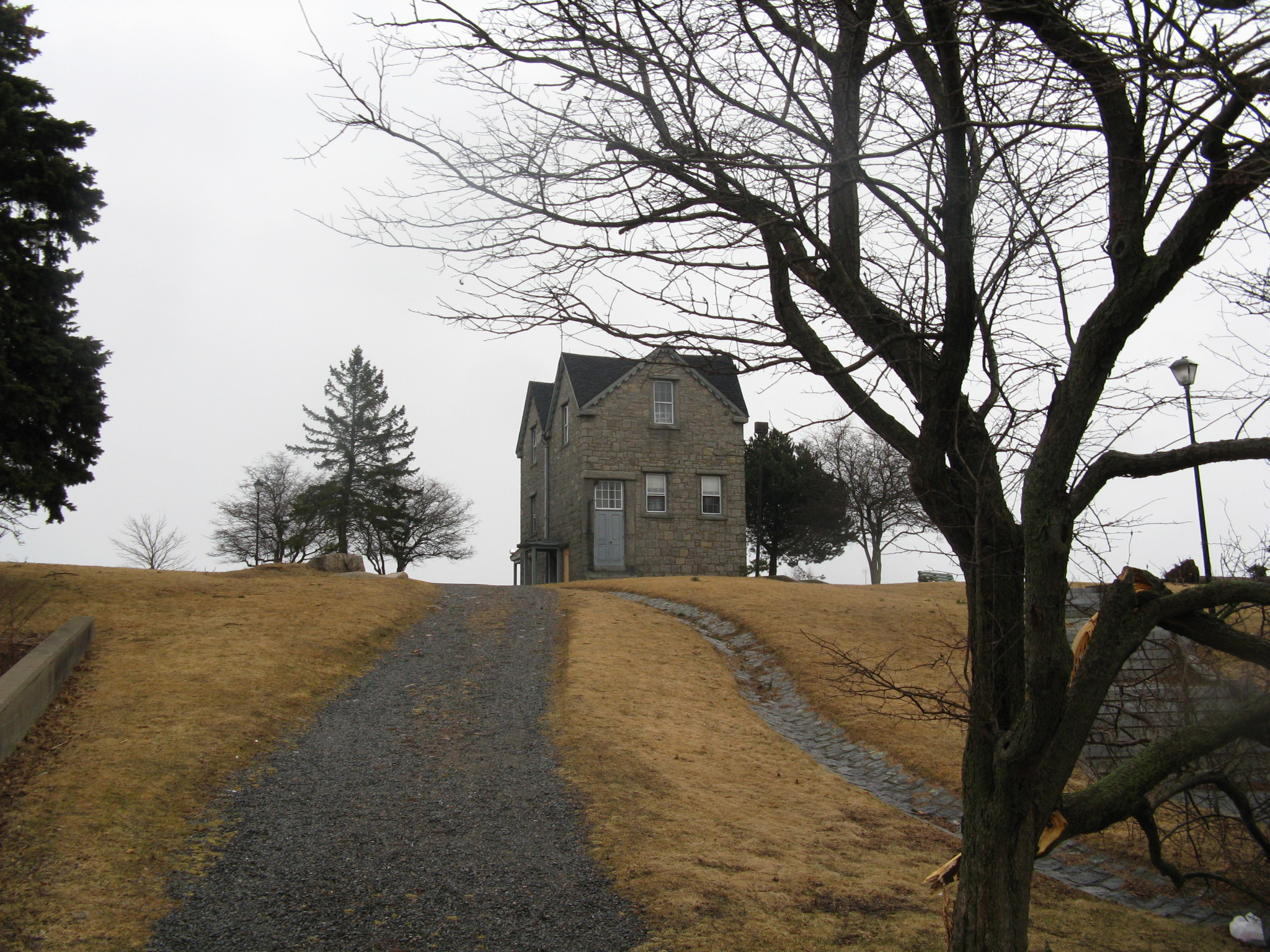
Vista da casa histórica Fitz Hugh Lane

A relação a seguir lista as 35 entradas do Registro Nacional de Lugares Históricos em Gloucester. O primeiro marco foi designado em 1 de julho de 1970 e o mais recente em 24 de agosto de 2017. Aqueles marcados com ‡ também são um Marco Histórico Nacional.
- ADVENTURE (schooner)‡
- Annisquam Bridge
- Annisquam Harbor Light Station
- Babson-Alling House
- Beauport‡
- Casa Norwood-Hyatt
- Central Gloucester Historic District
- Davis-Freeman House
- Dyke-Wheeler House
- East Gloucester Square Historic District
- Eastern Point Light Station
- Edward Harraden House
- Ella Proctor Herrick House
- First Parish Burial Ground
- Fitz Henry Lane House
- FRANK A. PALMER AND LOUIS B. CRARY (Shipwreck)
- Front Street Block
- George O. Stacy House
- Gloucester City Hall
- Gloucester Fisherman's Memorial
- Gloucester Net and Twine Company
- Hammond Castle
- LAMARTINE (shipwreck)
- Oak Grove Cemetery
- Our Lady of Good Voyage Church
- PORTLAND (Shipwreck and Remains)
- Puritan House
- Rocky Neck Historic District
- Sargent-Robinson House
- Ten Pound Island Light
- Webster-Lane House
- White-Ellery House
- Whittemore House
- William Haskell House